# Samiu Vaipulu
Samiu Kuita Vaipulu (n. 24 de diciembre de 1952) es un empresario y político tongano. Desde el 9 de diciembre de 2024 hasta el 22 de enero de 2025 se desempeñó interinamente en el puesto de primer ministro tras la renuncia de Siaosi Sovaleni. Previamente ocupó diferentes cargos en el gabinete, incluido el de viceprimer Ministro entre 2010 y 2014.

## Biografía

### Familia
Es hijo de Vili 'Ahio Vaipulu, un abogado que se desempeñó como parlamentario entre 1965 y 1968. Su esposa es Mele Sekola Vaipulu.

### Educación
En 1989 se graduó de la Universidad del Pacífico Sur con un diploma en Estudios Jurídicos, calificando por la Corte de Apelaciones.

## Carrera política

### 1987-2009
Vaipulu fue elegido por primera vez para la Asamblea Legislativa en 1987.  Perdió su escaño en las elecciones de 1990, pero lo recuperó en 1993.  Sirvió como parlamentario hasta 2002, cuando nuevamente perdió su escaño. Volvió al parlamento tras las elecciones de 2005. En 2008 fue elegido para su octavo período.
Durante 2006 y 2007 se desempeñó como Presidente del Comité de la Cámara.
En noviembre de 2009, Vaipulu fue nombrado Ministro de Justicia para el Gabinete. En cambio a sus predecesores, no se vio obligado a renunciar al escaño en la Asamblea, y continuó siendo parlamentario.

### 2010-presente
En febrero de 2010, Vaipulu mostró su apoyo a los azotes, como forma de castigo a delincuentes menores.
Tras las elecciones generales de 2010 fue nombrado vice primer ministro, ministro de Justicia y ministro de Transporte y Obras en el Gabinete de Sialeʻataongo Tuʻivakanō.
En octubre de 2011, fue uno de los doce parlamentarios que votaron a favor de grandes aumentos a las asignaciones para cualquier parlamentario con licencia por enfermedad en el extranjero. Argumentó que las circunstancias para tales asignaciones serían raras y que, por lo tanto, era justificable. La moción fue aprobada, y Vaipulu cuestionó si sería posible que los ocho parlamentarios que habían votado en contra (en protesta porque los parlamentarios gastaran dinero público en ellos mismos en un momento de dificultad económica) fueran privados de las asignaciones en cuestión.
A raíz de las elecciones generales de 2014, buscó el puesto de primer ministro, con el apoyo de los representantes de la nobleza, pero fue derrotado por el candidato del PTOA, Akilisi Pōhiva por quince votos contra once. En las elecciones de 2017 fue reelecto como Representante Popular por Vava'u 15 con 684 votos. Tras el fallecimiento de Akilisi Pōhiva en septiembre de 2019, apoyó la candidatura de Pōhiva Tu'i'onetoa como primer ministro. Una vez instaurado el nuevo gobierno fue nombrado Ministro de Comercio y Desarrollo Económico, cargo al que asumió el 10 de octubre, y que ocupó hasta el 25 de enero de 2021, cuando en una reorganización del gabinete, fue designado ministro de Justicia y Prisiones.
En los comicios de 2021 fue reelecto para ocupar el escaño en la Asamblea Legislativa con 747 votos, y fue mantenido en el cargo de ministro de Justicia y Prisiones por el gobierno de Siaosi Sovaleni. El 9 de diciembre de 2024, tras la dimisión de Sovaleni como primer ministro, asumió interinamente el puesto a la espera de la elección del sucesor.

## Actividad empresarial
En el sector empresarial, Vaipulu ha participado activamente. Es el fundador de Airlines Tonga, así como cofundador de Whale Watch Vava'u Ltd.
Ha trabajado como operador turístico y como gerente de la Shipping Corporation of Polynesia. A su vez, es miembro de la Asociación de Turismo de Vava’u (Vava’u Tourism Association) su isla natal.